# Triphora ammonia
Triphora ammonia är en snäckart. Triphora ammonia ingår i släktet Triphora och familjen Triphoridae. Inga underarter finns listade i Catalogue of Life.